# Penguin Cafe
A Penguin Cafe 2009-ben alakult brit zenei együttes, amely az 1972-től 1997-ig tevékenykedett Penguin Cafe Orchestra utódjaként jött létre. A zenekart a PCO egykori alapító tagjának, Simon Jeffes-nek a fia, Arthur Jeffes alapította. Ez az együttes az eredeti együttestől eltérően nem avantgárd zenét, hanem "chamber jazz"-t játszik. Csak a nevek között van hasonlóság, amúgy az emberek általában megkülönböztetik a két együttest. 

## Tagjai
Arthur Jeffes, Des Murphy, Andy Waterworth, Rebecca Waterworth, Darren Berry, Neil Codling, Vincent Greene, Tom Chichester-Clark, Cass Browne, Pete Radcliffe és Oli Langford.

## Diszkográfia
- A Matter of Life... (2011)
- The Red Book (2014)
- The Imperfect Sea (2017)
- Handfuls of Night (2019)